# 九十年代 (雜誌)
《九十年代》雜誌，原名《七十年代》，是一份頗具影響力的中文政治、歷史雜誌，由李怡創辦，創刊於1970年2月香港。初期接受中共的資助，1981年脫離左派，1984年更名為《九十年代》。在台灣解除報禁後，在1990年創辦台灣版。至1998年5月停刊。雜誌創辦人及主編為李怡，由「臻善有限公司」出版。（另有一份名稱相近的周刊名為《70年代雙周刊》，由七十年代香港社運青年莫昭如、吳仲賢、陳清偉等創辦，思想傾向無政府主義，兩份為不同的雜誌。）
该杂志曾先後被台灣、中國大陸查禁。在《关于制止动乱和平息反革命暴乱的情况报告》中，陈希同称该杂志为“反动杂志”，指控主编李怡支援赵紫阳及其政治思想以颠覆政权。1970年代至1980年代，在香港出版的《九十年代》成為世界中文刊物中針砭時弊頗具獨立中肯角度，敢言前瞻、啟發新思維的論政雜誌；其獨特批判風格因而甚為得到各地華人知識份子所器重。特別是「九十年代」時期，雜誌集合眾多知識份子的作品，敢於批評兩岸政權，不少未能在中國大陸或台灣刊登的文章都是在「九十年代」最先發表。
日本新聞界經常引用《九十年代》的報導，將它視為「香港的象徵」，推崇它長年所扮演的「唯一監督制衡政府」的角色，是一種「貴重的存在」，其創辦人李怡更是許多日本最權威媒體經常邀訪的對象。